# Девід Крамер
Девід Дж. Крамер — президент «Freedom House».

## Біографія
Є президентом «Freedom House», де він працює з жовтня 2010 р. Перед тим, як очолити «Freedom House», Крамер працював Старшим радником з трансатлантичних відносин в Німецькому Фонді Маршалла США. Перед роботою в НФМ, пан Крамер з березня 2008 р. до січня 2009 р. працював заступником Державного секретаря з питань демократії, прав людини та праці. Він також був заступником Державного секретаря з європейських та євразійських справ, відповідальним за Росію, Україну, Молдову і Білорусь, а також з питань нерозповсюдження зброї у регіоні. До цього, він працював у складі спеціалістів в Офісі планування політики Державного секретаря США. Д. Крамер також працював ад'юнкт-професором в Школі міжнародних відносин ім. Еліота Університету Джорджа Вашингтона. Крім того, пан Крамер є членом Ради директорів Міжнародного безпекового форуму в Галіфаксі.